# گراف دانش گوگل

اطلاعات جعبه دانش برای «توماس جفرسون» به زبان انگلیسی در ۲۳ ژانویه ۲۰۱۵

گراف دانش (به انگلیسی: Knowledge Graph) یک پایگاه دانش است که توسط گوگل و سرویس‌های گوگل، برای بهبود کیفیت نتایج موتور جستجوی آن استفاده می‌شود، این کار از طریق جمع‌آوری اطلاعات از منابع متفاوت انجام می‌شود. اطلاعات گراف دانش در یک جعبه اطلاعات (به انگلیسی: infobox)، در کنار نتایج جستجو برای کاربران نمایش می‌یابد. جعبه اطلاعات در ماه مه ۲۰۱۲ به موتور جستجوی گوگل اضافه شد، با ایالات متحده آمریکا شروع شد و سپس تا پایان سال به صورت جهانی گسترده شد. قابل ذکر است که اطلاعات موجود در گراف دانش، پس از راه اندازی به صورت قابل توجهی رشد کرد، و در مدت سه ماه سه برابر شد (شامل ۵۷۰ میلیون ورودی و ۱۸ میلیارد واقعیت). این ابزار «تقریباً یک سوم» از ۱۰۰ میلیارد جستجوی ماهانه ای را که گوگل در ماه مه ۲۰۱۶ پردازش کرد را پاسخ می‌داد. اما گراف دانش یک ایراد مهم دارد و آن هم این است که به پاسخ‌هایی که ارائه می‌دهد بدون منبع و مدرک موثق می‌باشد.
اطلاعات از گراف دانش در یک جعبه، که گوگل به آن «پنل دانش» (به انگلیسی: knowledge panel) می‌گوید نمایش می‌یابد، و گوگل آن را در سمت راست (سمت چپ در زبان فارسی و بالا در موبایل) برای نتایج جستجو نشان می‌دهد. بر اساس اعلام گوگل، این اطلاعات از منابع زیادی بازیابی شده‌اند، که شامل اطلاعات‌نامه جهان، ویکی‌داده، و ویکی‌پدیا می‌شوند. در ماه اکتبر ۲۰۱۶ گوگل اعلام کرد که گراف دانش بیش از ۷۰ میلیارد واقعیت را نگهداری کرده‌است. قابل ذکر است که هیچ مستندات رسمی دربارهٔ تکنولوژی که برای پیاده‌سازی «گراف دانش» استفاده شده‌است، وجود ندارد.
اطلاعات «گراف دانش» برای پاسخگویی، به سوالات کلامی و درخواست‌های صوتی، در دستیار گوگل و گوگل هوم استفاده می‌شود.

## تاریخچه
بر پایه اطلاعات گزارش شده از سوی گوگل اطلاعات گراف دانش تا ۳۰ ژوئن ۲۰۱۵ از منابع بسیاری گرفته می‌شد که شامل اطلاعات‌نامه جهان, فری‌بیس بود و بعد از آن از ویکی‌داده و ویکی‌پدیا استفاده می‌شود.
بر پایه گزارش بعضی از وب‌سایت‌های خبری گراف دانش گوگل باعث شده‌است میزان بازدید از مقالات ویکی‌پدیا به زبان‌های غیر انگلیسی افزایش یابد.
در اوت ۲۰۱۴ گوگل اعلام کرد که اطلاعات گراف دانش را گوگل با الگوریتم‌های هوش مصنوعی استخراج می‌کند که حدود ۱٫۶ میلیارد اطلاعات را شامل می‌شود.
در ۱۶ دسامبر ۲۰۱۴ گروه گراف دانش و فری‌بیس اعلام کردند که اطلاعاتشان را به ویکی‌داده انتقال داده‌اند و فری‌بیس در اواخر ۲۰۱۵ از دسترس خارج می‌شود.
یکی از ویژگی‌های گراف دانش این است که قابلیت کنترل توسط اشخاص و سازمان‌هایی است که گراف دانش دارند برای این کار باید گراف دانش خود را پیدا و تأیید کنند تا کنترل آن را در اختیار داشته باشند
زمانی که یک گراف دانش تأیید می‌شود یک تیک آبی کنار عکس تعریف شده قرار می‌گیرد که مشخص کننده تحت مدیریت بودن آن است

## ویژگی‌های گراف دانش تأیید شده
زمانی که یک گراف دانش را تأیید کنید آن را در اختیار خواهید داشت و می‌توانید تنظیماتی بر روی آن اعمال کنید که بر روی نمایش اطلاعات شما در گوگل تأثیر خواهد گذاشت
چه تغییراتی را می‌توانید بر روی گراف دانش پس از در اختیار داشتن آن اعمال کنید
1. توانایی تنظیم عکس برای نمایش در عنوان جستجو
2. توانایی تنظیم عکس و نماد بر روی گراف دانش
3. لینک کردن شبکه‌های اجتماعی بر روی گراف دانش و حذف آن‌ها
4. تغییر نام گراف دانش

چه تغییراتی را نمی‌توان بر روی گراف دانش اعمال کنید
لینک کردن صفحه ویکی‌پدیا بر روی گراف دانش
تنظیم بخش پیشنهادها دیگران این موارد را هم جستجو کرده‌اند
زمانی که یک گراف دانش تأیید می‌شود یک لینک مخصوص به او اختصاص داده می‌شود که با https://posts.google.com/ و شناسه گراف دانش بعد از / تعریف می‌گردد

## زبان فارسی
گراف دانش برای زبان فارسی ۹ ژانویه ۲۰۱۴ فعال شد که کاربر با تغییر در تنظیمات زبان جستجوی گوگل به زبان فارسی یا استفاده از پیوند https://www.google.com/?hl=fa برای جستجو، از نتایج آن بهره ببرد. با توجه به اینکه اطلاعات گراف دانش فارسی از ویکی‌پدیای فارسی استخراج می‌شوند. مطالبی که در ویکی‌پدیا مقاله ای ندارند در گراف دانش فارسی نمایش داده نمی‌شوند ولی ممکن است در دیگر زبان‌ها به دلیل بودن مقاله‌شان در ویکی‌پدیای آن زبان، مشاهده شوند.

## انتقادها به گراف دانش
1. فقدان استناد به منبع موثق: کاربران نمی‌توانند اطلاعات را تأیید کنند، و عقایدی و دانشی که به دست می‌آورند نمی‌تواند آگاهانه باشد. این اطلاعات به صورت معمول «منبع موثق» ندارند.
2. کاهش خوانندگان دایره المعارف ویکی‌پدیا: «گراف دانش» مبنای ویکی‌پدیا است و باعث شده‌است که خوانندگان آن کاهش یابد، زیرا هدف از گراف دانش پیاده‌سازی پاسخ گویی به سوالات مستقیم در نتایج جستجوی گوگل است.